# Thereva marmorata
Thereva marmorata är en tvåvingeart som beskrevs av Krober 1912. Thereva marmorata ingår i släktet Thereva och familjen stilettflugor. Inga underarter finns listade i Catalogue of Life.